# Francesco Serdonati
Francesco Serdonati (Firenze, 1540 – dopo il 1602) è stato un grammatico e umanista italiano.

## Biografia
Insegnò grammatica e fu un insigne poligrafo e umanista del Rinascimento scrivendo di molti generi dello scibile umano. 
Ha lasciato diverse opere proprie oltre a molte traduzioni di altri autori. Le fonti segnalano che nel 1602 si trasferì a Roma, ma da allora non si ebbero più sue notizie.

## Opere
- Vita di Galeotto Marzio (1594)[1]
- Vite di donne illustri (1596)
- De' fatti de' romani
- Vita di Innocenzo VIII, (pubblicato postumo nel 1829)
- Costumi de' turchi e modo di guerreggiarli (pubblicato postumo nel 1853)